# Arzobispo de Armagh (Iglesia de Irlanda)

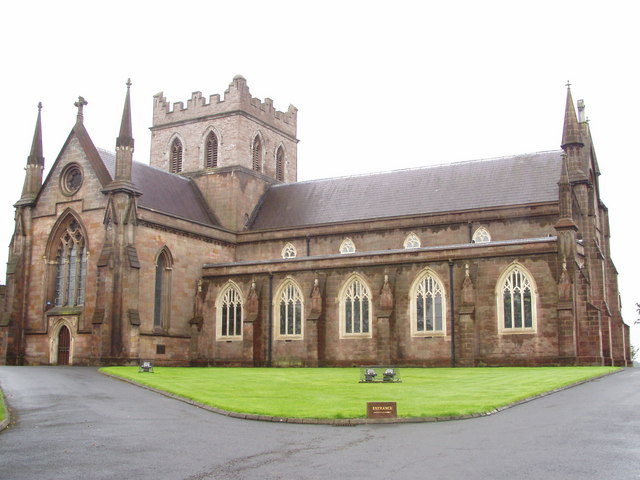
Catedral de San Patricio en Armagh

El Arzobispo de Armagh en la Iglesia de Irlanda es el Primado de Toda Irlanda y el líder de la iglesia, además de ser el obispo diocesano para la Diócesis de Armagh y metropolitano de la Provincia de Armagh. Alan Harper es el titular presente, habiendo tomado el cargo el 2 de febrero de 2007.
- Datos: Q390980